# Minjur
Minjur là một thị xã của quận Thiruvallur thuộc bang Tamil Nadu, Ấn Độ.

## Địa lý
Minjur có vị trí 13°16′B 80°16′Đ / 13,27°B 80,27°Đ Nó có độ cao trung bình là 11 mét (36 feet).

## Nhân khẩu
Theo điều tra dân số năm 2001 của Ấn Độ, Minjur có dân số 23.947 người. Phái nam chiếm 50% tổng số dân và phái nữ chiếm 50%. Minjur có tỷ lệ 77% biết đọc biết viết, cao hơn tỷ lệ trung bình toàn quốc là 59,5%: tỷ lệ cho phái nam là 84%, và tỷ lệ cho phái nữ là 71%. Tại Minjur, 10% dân số nhỏ hơn 6 tuổi.